# Roadrunners de Toronto
Les Roadrunners de Toronto sont une franchise professionnelle de hockey sur glace de la Ligue américaine de hockey qui a existé de 2003 à 2004.

## Histoire
En 2003, la franchise des Bulldogs de Hamilton, affiliée aux Oilers d'Edmonton est déménagée à Toronto où elle est renommée Roadrunners de Toronto.
Après une seule saison jouée à Toronto, les Oilers d'Edmonton décident de déménager la franchise à Edmonton, pour pallier l'éventuel lock-out de la Ligue nationale de hockey qui s'annonce. L'équipe est renommée Roadrunners d'Edmonton.

## Statistiques
| Saison    | PJ | V  | D  | N | DP | Pts | BP  | BC  | Classement Final | Séries éliminatoires           |
| --------- | -- | -- | -- | - | -- | --- | --- | --- | ---------------- | ------------------------------ |
| 2003-2004 | 80 | 35 | 34 | 8 | 3  | 81  | 219 | 224 | 5e division Nord | Éliminés en ronde préliminaire |